# Made in Jersey
Made in Jersey est une série télévisée américaine en huit épisodes de 42 minutes créée par Dana Calvo dont seulement deux épisodes ont été diffusés le 28 septembre et le 5 octobre 2012 sur le réseau CBS aux États-Unis et en simultané sur le réseau Global au Canada. Les épisodes inédits sont ensuite diffusés les samedis soirs à partir du 24 novembre 2012 sur CBS.
En Suisse, la série est diffusée à partir du 7 décembre 2013 sur RTS Deux, en France dès le 3 avril 2014 sur TF6 et en Belgique depuis le 16 décembre 2019 sur RTLPlay. Elle reste inédite dans les autres pays francophones.

## Synopsis
La série suit une avocate ayant grandi dans le New Jersey qui se joint à une firme de New York, où elle doit défendre ses clients sous le scepticisme de ses collègues et les nombreuses interruptions de sa famille d'origine italienne.

## Distribution

### Acteurs principaux
- Janet Montgomery (VF : Caroline Mozzone) : Martina Garretti
- Kyle MacLachlan (VF : Patrick Poivey) : Donovan Stark, cofondateur du cabinet
- Kristoffer Polaha (VF : Adrien Antoine) : Nolan Adams, avocat en troisième année (épisodes 2 à 8)
- Megalyn Echikunwoke (VF : Sophie Riffont) : Riley Prescott, avocate en deuxième année (épisodes 2 à 8)
- Toni Trucks (VF : Olivia Luccioni) : Cyndi Vega, secrétaire de Martina
- Erin Cummings (VF : Céline Ronté) : Bonnie Garretti, grande sœur de Martina
- Felix Solis (VF : Marc Saez) : River « Riv » Brody, policier de Los Angeles

### Acteurs récurrents
- Donna Murphy (VF : Pauline Larrieu) : Darlene Garretti (7 épisodes)
- Jessica Blank (en) (VF : Vanina Pradier) : Deb Garretti Keenan (6 épisodes)
- Michael Drayer (VF : Juan Llorca) : Albert Garretti (6 épisodes)
- Lewis Grosso (VF : Marie Facundo) : Joseph Keenan (6 épisodes)
- Dominic Fano et Thomas Vaethroeder (VF : Victor Quilichini) : Robby Keenan (6 épisodes)
- Joseph Siravo (en) (VF : Serge Faliu) : Gavin Garretti (5 épisodes)
- Drew Beasley : Charlie Garretti (5 épisodes)
- Nicolette Pierini (en) (VF : Gwenaëlle Jegou) : Annika Keenan (5 épisodes)
- Enver Gjokaj (VF : Thomas Roditi) : Tommy Ligand (4 épisodes)

### Invités
- Pablo Schreiber : Luke Aaronson, partenaire senior de Stark and Cohen (épisode 1)
- Stephanie March : Natalie Minka, avocate au sein du cabinet (épisode 1)
- Ned Eisenberg : ADA Diego Haas (épisodes 1 et 6)
- David Pittu (en) : Vogel (épisodes 1 et 3)
- Alexandra Socha (en) : Ellie Fordham (épisode 1)
- Ben Shenkman : Andrew Treaster (épisode 1)
- Gretchen Egolf : Karenna Druss (épisode 1)
- Peter Friedman : Judge Henry Sohn (épisode 1)
- Annaleigh Ashford : Jackie (épisode 1)
- Rhona Fox (en) : Rhona (épisode 1)
- Montego Glover : Raquel (épisode 1)
- Kate Burton : Lorraine Beckett (épisode 2)
- Kelli Barrett : Hannah Atwood (épisode 2)
- Joyce Van Patten : Lilla (épisode 3)
- Gerry Bamman : Judge Harrison (épisode 3)
- Chris Beetem (en) : Mason Burch (épisode 3)
- Annika Boras (en) : Penelope Banforth (épisode 3)
- Kresh Novakovic : détective Miller (épisodes 4 et 6)
- Matt Walton (en) : Stiles (épisode 4)
- Nick Chinlund : Jack Hartsock (épisode 4)
- Brando Eaton : Doug Hartsock (épisode 4)
- Kate Jennings Grant (en) : Gale (épisode 4)
- Jodi Long : Judge Meisner (épisode 4)
- Curtis McClarin : Shawn Macy (épisode 5)
- Aaron Schwartz (en) : Ted (épisode 5)
- Sam Rosen (en) : Eric Jenkins (épisode 6)
- Remy Auberjonois (en) : Ron Denault (épisode 6)
- Cindy Cheung (en) : Nurse (épisode 6)
- Teddy Coluca : Janitor (épisode 6)
- Kevin Corrigan : Curran Papke (épisode 6)
- Gabriel Ebert (en) : Carter Gershan (épisode 6)
- Santino Fontana : ADA Van Pelt (épisode 6)
- Meredith Patterson (en) : Sarah Jenkins (épisode 6)
- Michael Cumpsty (en) : Barry Gilchrist (épisode 7)
- Eric Stoltz : Marcus Wheaton (épisode 7)
- Noelle Beck : Maureen Barnes (épisode 7)
- Stephen Spinella : Judge Ronald Winston (épisode 7)
- Theo Stockman (en) : Micah Schraft (épisode 7)
- David Aaron Baker (en) : Peter Singer (épisode 8)
- Anastasia Barzee (en) : Frances (épisode 8)
- Michael Kostroff : Hank (épisode 8)
- Bhavesh Patel (en) : Arjun Gupta (épisode 8)
- James Rebhorn : Judge Hudnut (épisode 8)
- Quinn Shephard : Kate Garretti (épisode 8)
- John Ventimiglia : Ed Koeneke (épisode 8)

- Version française
  - Société de doublage : Technicolor[5]
  - Direction artistique : François Dunoyer[5]
  - Adaptation des dialogues : Michel Mella, Sophie Balaguer et Christine de Cherisey[5]

Source VF : Doublage Séries Database

## Développement
Le développement de la série a débuté en août 2011 sous le titre Baby Big Shot. Le pilote a été commandé en janvier 2012.
Le 13 mai 2012, CBS a commandé la série, qui porte désormais son titre actuel, pour la saison 2012-2013, et a annoncé trois jours plus tard lors des Upfronts sa case horaire du vendredi 21 h.
Le 10 octobre 2012, la série a été annulée après seulement deux épisodes. CBS annonce le 5 novembre la diffusion de quelques épisodes les samedis soirs à partir du 24 novembre 2012, qui sont également diffusés au Canada.

### Casting
Dès février, les rôles ont été attribués dans cet ordre: Toni Trucks, Janet Montgomery, Kyle MacLachlan, Felix Solis, Erin Cummings, Pablo Schreiber, et Stephanie March. Après la commande de la série à la mi-mai, ces deux derniers n'ont pas été retenus pour le reste de la série.
Au mois de juillet, Kristoffer Polaha et Megalyn Echikunwoke ont été ajoutés et sont introduits dès le deuxième épisode.
En août et octobre, Enver Gjokaj et Eric Stoltz ont été annoncés comme invités.

## Épisodes
| № | Titre                                    | Réalisation           | Scénario          | Première diffusion | Audience (millions) |
| - | ---------------------------------------- | --------------------- | ----------------- | ------------------ | ------------------- |
| 1 | Première Affaire Pilot                   | Mark Waters           | Dana Calvo        | 28 septembre 2012  | 7,82                |
| 2 | Zones d'ombres Cacti                     | Adam Davidson         | Brett Conrad      | 5 octobre 2012     | 6,78                |
| 3 | Divorce sur ordonnance Camelot           | Mark Waters           | Dana Calvo        | 24 novembre 2012   | 2,52                |
| 4 | Une carrière prometteuse Payday          | Victor Nelli Jr. (en) | Kevin Falls (en)  | 1er décembre 2012  | 5,13                |
| 5 | Affaire de style Wingman                 | Jeff Bleckner         | Alicia Kirk       | 22 décembre 2012   | 2,47                |
| 6 | Une vieille connaissance Ancient History | Vincent Misiano (en)  | Alfonso H. Moreno | 22 décembre 2012   | 2,98                |
| 7 | La Ferme The Farm                        | Adam Davidson         | Katie Wech        | 29 décembre 2012   | 2,94                |
| 8 | Procès en eaux troubles Ridgewell        | Eric Stoltz           | Jan Nash          | 29 décembre 2012   | 2,81                |